# هيذر ميلر
هيذر ميلر (بالإنجليزية: Heather Miller)‏ هي متسابقة سباعي ‏ أمريكية، ولدت في 30 مارس 1987 في ماديسون في الولايات المتحدة.

## وصلات خارجية
- هيثر ميلر على موقع الاتحاد الدولي لألعاب القوى (الإنجليزية)
- هيثر ميلر على موقع اللجنة الأولمبية الدولية (الإنجليزية)
- هيثر ميلر على موقع أوليمبيديا (الإنجليزية)